# Новое Ганькино
Новое Ганькино (чув. Ҫӗнӗ Канькел, Каньӑкьел) — село в Исаклинском районе Самарской области. Административный центр сельского поселения Новое Ганькино.

## География
Находится на расстоянии примерно 27 километров по прямой на юго-восток от районного центра села Исаклы.

## История
Упоминается с 1747 года. В 1868 году население перешло в православие. В 1881 году построена Герасимовская церковь. В 1910 году учтено 317 дворов и 1750 жителей. Кроме церкви была церковно-приходская школа, маслобойня, водяная мельница, земская станция.

## Население
Постоянное население составляло 896 человек (чуваши 86%) в 2002 году, 824 в 2010 году. 